# Franz Heinrich von Dalberg

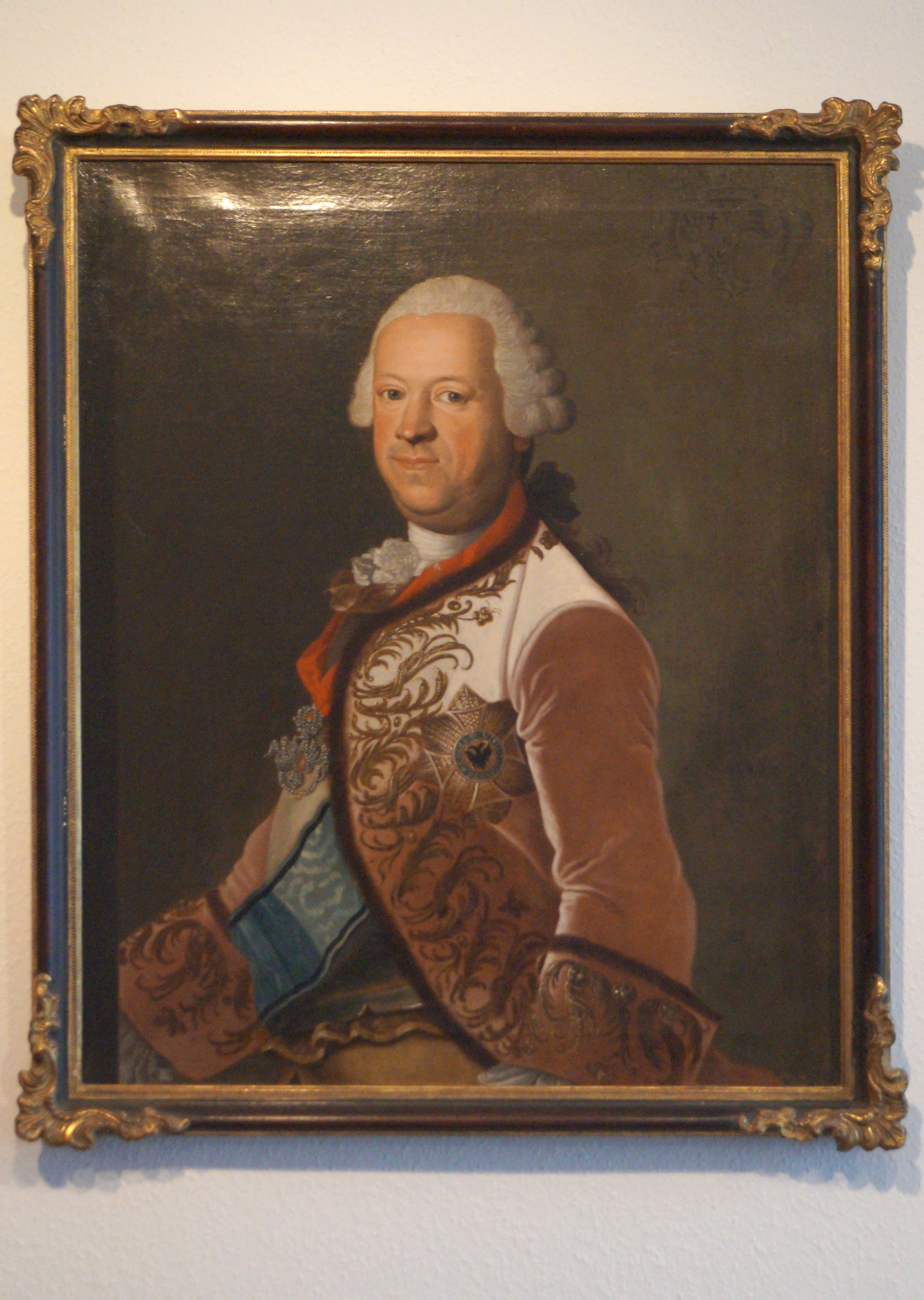
Porträt unter den Friedberger Burggrafen im Wetterau-Museum

Franz Heinrich von Dalberg zu Herrnsheim (* 8. Dezember 1716 in Heidelberg; † 9. Dezember 1776 auf der Burg Friedberg, bestattet am 13. Dezember 1776 in St. Peter in Herrnsheim – heute: Worms) war ein Freiherr aus dem Adelsgeschlecht derer von Dalberg.

## Herkunft
Seine Eltern waren Wolfgang Eberhard II. von Dalberg (1679–1735), kaiserlicher Geheimrat, kaiserlicher und kurpfälzischer Hofrat, kurpfälzischer Kammerpräsident, Oberamtmann in Oppenheim, Lauterecken und Veldenz. Die Mutter von Franz Heinrich war Anna Maria, Tochter von Johann Hermann Greiffenclau zu Vollrads (1695–1768).

## Familie

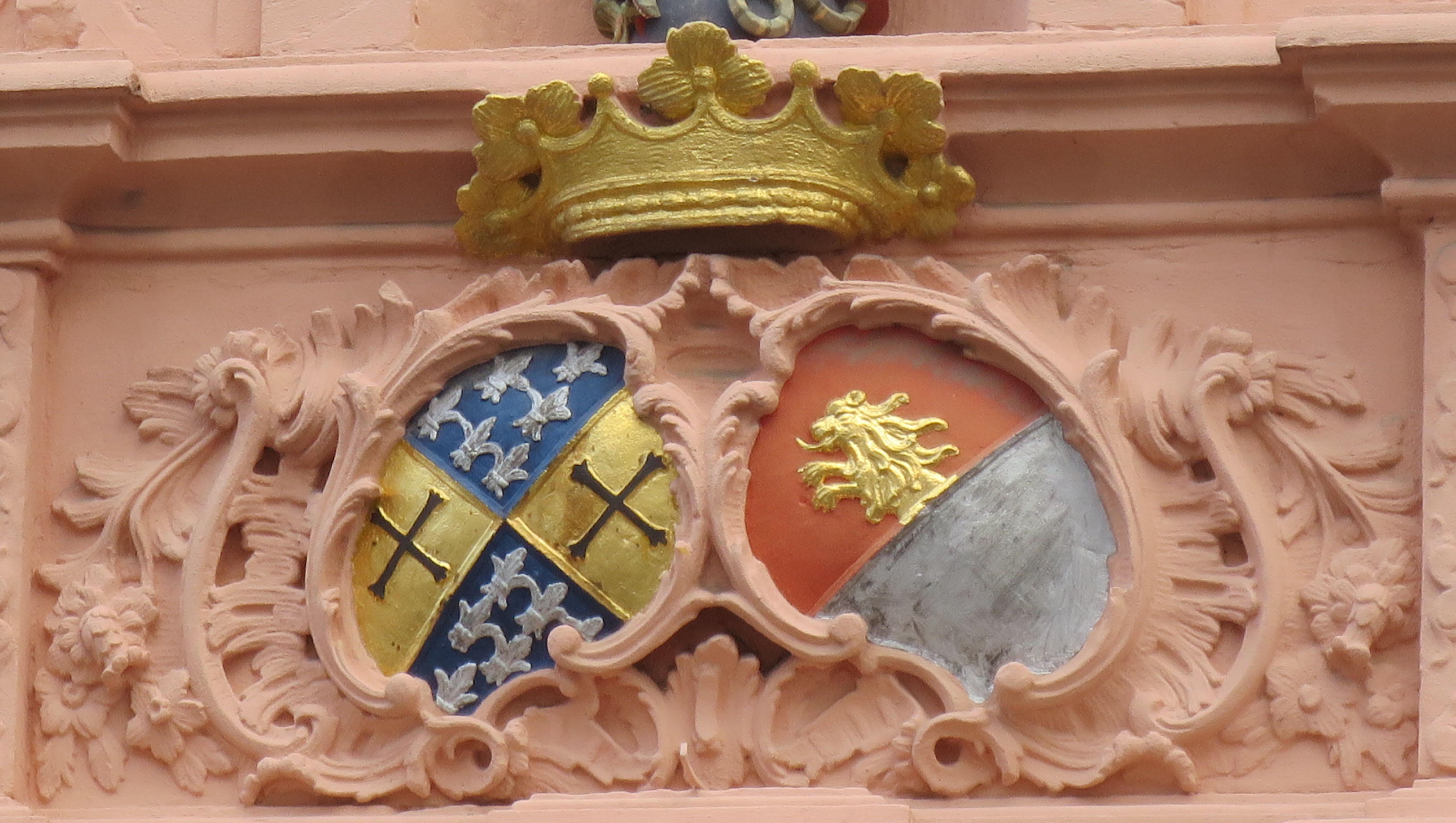
Allianzwappen des Franz Heinrich von Dalberg (heraldisch: rechts) und seiner Frau, Maria Sophie Anna von Eltz-Kempenich (heraldisch: links) am römisch-katholischen Pfarrhaus in Worms-Herrnsheim, Hauptstraße 18

Franz Heinrich heiratete am 19. März 1743 im Eltzer Hof in Mainz Maria Sophie Anna Freiin von Eltz-Kempenich (* 5. Oktober 1722; † 30. November 1763 auf der Burg Friedberg, beigesetzt in St. Peter in Herrnsheim), Tochter von Carl Anton Ernst Edler Herr von und zu Eltz und der Freiin Helene Catharina Wambolt von Umstadt. Die Trauung nahm der Kurfürst-Erzbischof von Mainz, Philipp Karl von Eltz-Kempenich, persönlich vor. Nur zwei Tage später verstarb er. Er war der Onkel der Braut und hatte an Stelle seines früh verstorbenen Bruders für deren Aussteuer gesorgt. Die Familie von Franz Heinrich und Maria Sophie Anna lebte überwiegend in Mainz und auf der Burg Friedberg.
Aus der Ehe von Franz Heinrich und Maria Sophie Anna gingen hervor:
1. Karl Anton Theodor Maria (8. Februar 1744 in Mannheim; † 10. Februar 1817 in Regensburg, bestattet in Regensburg), der unter anderem Erzbischof und Kurfürst von Mainz, Großherzog von Frankfurt und Fürstprimas des Rheinbundes wurde.
2. Maria Anna Helena (* 21. März 1745 in Mainz; † 10. Juli 1804 in Frankfurt am Main, bestattet zunächst in St. Cäcilia in Heusenstamm, 1981 überführt in die Schlosskirche in Blieskastel) wurde zunächst Kanonissin in der Abtei Münsterbilsen. Nach ihrem Ausscheiden heiratete sie am 16. September 1765 Franz Karl von der Leyen-Hohengeroldseck († 26. September 1775). Nach dessen Tod war sie die Regentin in Blieskastel.
3. Louisa Maria Ferdinanda Philippina (* 30. Mai 1746; † 3. Oktober 1746 in Mainz)[9]
4. Sophie Charlotte Henrica Antonetta Eva Walburgis (* 6. Juni 1747; † 20. April 1748[Anm. 2] in Mainz)[10]
5. Maria Elisabeth Anna Lioba Philippina[Anm. 3] (* 22. Juni 1748; † 9. Dezember 1750)[11]
6. Wolfgang Heribert Tobias Otto Maria Johannes Nepomuk (* 18. November 1750 in Herrnsheim, † 27. September 1806 in Mannheim) war zunächst badischer Großhofmeister und Staatsminister, ab 1778 auch Intendant des Nationaltheaters in Mannheim. Er heiratete am 15. August 1771 Elisabeth Augusta, Tochter von Johann Philipp und Maria Luise Ulner von Dieburg (* 17. Juni 1751).
7. Philippina Maria Anna Frederike Karolina (* 11. Juli 1754; † 26. September 1754)[12]
8. Maria Anna Fredericia Walburgis[Anm. 4] (* 11. August 1755; † 16. Februar 1757[13] oder * 11. August 1761; † 16. Februar 1762.[14])
9. Antonetta Franziska Maria (* 11. Juli 1757[Anm. 5]; † 26. September 1818[15]) war ab 1781 Kanonissin in St. Maria im Kapitol in Köln.[16]
10. Johann Friedrich Hugo Nepomuk Eckenbert (* 17. Mai 1760 in Mainz; † 26. Juli 1812[Anm. 6] in Aschaffenburg) war Domherr in Trier, Speyer und Worms. Er war zudem Musikschriftsteller und Komponist.
11. Franz Karl Friedrich Eckenbert (getauft am 21. März 1751 in Mainz; † 1781) wurde Domherr in Mainz.[17]
12. Maria Johanna Franziska Hyacintha Walburgis (getauft am 17. August 1761 in Mainz; † 8. Januar 1762 in Mainz)[18]

## Leben
Bei der Krönung von Kaiser Franz I. 1745 in Frankfurt am Main wurde Franz Heinrich von Dalberg im Rahmen der Zeremonie zum Ritter geschlagen. Gleiches wird für die Krönung des Kaisers Joseph II. 1764 behauptet.
1739 wurde er Burgmann, 1755 Burggraf der Burg Friedberg. Franz Heinrich war von Februar 1743 bis Mai 1744 Intendant der Hofmusik am kurpfälzischen Hof. Anschließend war er Oberamtmann in Oppenheim. Weiter war er kurmainzischer und kurtrierischer Geheimer Rat und Statthalter in Worms.